# 2083
Cette page concerne l'année 2083  du calendrier grégorien. Pour l'année 2083 av. J.-C., voir 2083 av. J.-C.
L'année 2083 est une année commune qui commence un vendredi.
C'est la 2083e année de notre ère, la 83e année du IIIe millénaire et du XXIe siècle et la 4e année de la décennie 2080-2089.

## Autres calendriers
- Calendrier berbère : 3032 / 3033
- Calendrier hébraïque : 5843 / 5844
- Calendrier indien : 2004 / 2005
- Calendrier musulman : 1503 / 1504
- Calendrier persan : 1461 / 1462

## Événements prévisibles
- Fin du bail concernant l'agriculture autogérée dans le Larzac[1].